# Histoire des luttes antiracistes en France
 (décembre 2022).
La mise en forme du texte ne suit pas les recommandations de Wikipédia : il faut le « wikifier ».
Les points d'amélioration suivants sont les cas les plus fréquents. Le détail des points à revoir est peut-être précisé sur la page de discussion.
- Les titres sont pré-formatés par le logiciel. Ils ne sont ni en capitales, ni en gras.
- Le texte ne doit pas être écrit en capitales (les noms de famille non plus), ni en gras, ni en italique, ni en « petit »…
- Le gras n'est utilisé que pour surligner le titre de l'article dans l'introduction, une seule fois.
- L'italique est rarement utilisé : mots en langue étrangère, titres d'œuvres, noms de bateaux, etc.
- Les citations ne sont pas en italique mais en corps de texte normal. Elles sont entourées par des guillemets français : « et ».
- Les listes à puces sont à éviter, des paragraphes rédigés étant largement préférés. Les tableaux sont à réserver à la présentation de données structurées (résultats, etc.).
- Les appels de note de bas de page (petits chiffres en exposant, introduits par l'outil «  Source ») sont à placer entre la fin de phrase et le point final[comme ça].
- Les liens internes (vers d'autres articles de Wikipédia) sont à choisir avec parcimonie. Créez des liens vers des articles approfondissant le sujet. Les termes génériques sans rapport avec le sujet sont à éviter, ainsi que les répétitions de liens vers un même terme.
- Les liens externes sont à placer uniquement dans une section « Liens externes », à la fin de l'article. Ces liens sont à choisir avec parcimonie suivant les règles définies. Si un lien sert de source à l'article, son insertion dans le texte est à faire par les notes de bas de page.
- La présentation des références doit suivre les conventions bibliographiques. Il est recommandé d'utiliser les modèles {{Ouvrage}}, {{Chapitre}}, {{Article}}, {{Lien web}} et/ou {{Bibliographie}}. Le mode d'édition visuel peut mettre en forme automatiquement les références.
- Insérer une infobox (cadre d'informations à droite) n'est pas obligatoire pour parachever la mise en page.

Pour une aide détaillée, merci de consulter Aide:Wikification.
Si vous pensez que ces points ont été résolus, vous pouvez retirer ce bandeau et améliorer la mise en forme d'un autre article.
 (décembre 2022).
- Si vous ne connaissez pas le sujet, laissez ce bandeau (vous pouvez alors contacter les auteurs).
- Si vous supprimez le contenu mis en cause (vous pouvez préalablement contacter les auteurs),

argumentez précisément cette suppression dans la page de discussion
(un manque de référence n'est pas un argument ; une recherche réelle de référence doit avoir été effectuée, être formellement documentée).
L’Histoire des luttes antiracistes en France retrace au cours du temps les résistances politiques contre le racisme mises en place et entretenues par les structures sociales et les institutions sur les territoires occupés et colonisés par la France.

## Une histoire de plus de cinq siècles
Les notions de racisme et d'antiracisme sont apparues dans le vocabulaire français au XIXe siècle, et les premiers mouvements antiracistes militants remontent aux années 1920-1930, avec l'apparition de la LICA.
Cependant, l'idéologie raciste remonte au moins à la colonisation européenne à partir du XVe siècle. Des luttes antiracistes ont eu lieu tout au long de la Colonisation européenne des Amériques, de la traite transatlantique des peuples esclavagisés, de la colonisation de l’Afrique (voir Partage de l'Afrique) et de l’Asie, jusqu'à l'époque actuelle (voir Conférence de Durban).[réf. nécessaire]
Les luttes antiracistes liées à cette histoire coloniale sont de deux types. D’une part, les luttes des peuples autochtones revendiquant leur dignité, leur droit à maintenir leurs communautés et à préserver leur mode de vie et territoires. Un exemple actuel est la demande de justice des habitants de la Polynésie française à la suite des essais nucléaires de l’État français sur le territoire entre 1966 et 1974. D’autre part, les luttes des peuples esclavagisés afrodescendants qui aspirent à retrouver leur liberté, à acquérir la citoyenneté et la souveraineté sur leurs territoires, à défaut de pouvoir retrouver leur terre ancestrale. Un exemple actuel est la demande de justice des habitants des Antilles françaises à la suite de la non-légifération de l’État sur l’utilisation du chlordécone dans les bananeraies entre 1972 et 1993.
Les luttes antiracistes actuelles sont très diverses et ne se revendiquent pas toutes de cet héritage de luttes décoloniales. Par exemple, les luttes contre l'Antisémitisme en France prennent leurs origines dans une histoire antérieure au Ier siècle ap. J.-C.
La frise chronologique ci-dessous reprend les dates clés de cette histoire de plus de cinq siècles de combats antiracistes en France.[Information douteuse]
| XVe s.                   | XVe s. - XVIe s.                         | XVIIe s.                               | 1685                       | 1789                 | 1794                         | 1802                           | XIXe s.                 | 1848                         | 1881                            | 1914 - 1918         | 1939 - 1945        | Moitié XXe s.                                        |
| ------------------------ | ---------------------------------------- | -------------------------------------- | -------------------------- | -------------------- | ---------------------------- | ------------------------------ | ----------------------- | ---------------------------- | ------------------------------- | ------------------- | ------------------ | ---------------------------------------------------- |
| Début de la colonisation | Génocide des Amérindiens Traite négrière | Intensifi-cation de la traite négrière | Promul-gation du Code Noir | Révolution française | 1re abolition de l’esclavage | Rétablis-sement de l’esclavage | Révolution industrielle | 2de Abolition de l’esclavage | Adoption du Code de l’indigénat | 1re Guerre Mondiale | 2e Guerre Mondiale | Indépendances au Moyen-Orient, en Asie et en Afrique |

### XVesiècle–XVIesiècle: les résistances autochtones et noires dans les Amériques et en Afrique
Après l’arrivée des colons espagnols en 1492 sur l’île de Ayiti (Haïti) et l’accueil cordial des peuples autochtones comme les Taïnos, les échanges se limitent d’abord à des échanges de marchandises puis deviennent plus violents : maladies, kidnappings, assassinats, viols puis réduction en esclavage. Les Taïnos mènent alors plusieurs actes de résistance contre les colons : destruction du premier fortin (campement) de colons, révoltes contre le travail forcé et pillages. Ce territoire, d’abord colonisé par les Espagnols, sera récupéré par la France à la fin du XVIIe siècle qui renforcera considérablement la production négrière sur l’île (la population passera de 40 % à 90 % de non-blancs en 100 ans et l’île produira environ 75 % du sucre mondial). Plus au Nord, au XVIe siècle, les colons français entrent en contact avec les peuples algonquiens du Nord-Est des Amériques, avec au départ un projet de soumission et d’assimilation des autochtones. Cependant, la connaissance des autochtones de la faune et de la flore locale et la concurrence anglaise obligent les colons français à la coopération (avec de grandes disparités entre les différentes communautés) et à négocier des traités de paix, en particulier pour la traite des fourrures. Le statut spécifique de certaines communautés autochtones subsiste jusqu’à aujourd’hui au Canada, mais ces traités ont tout de même fragilisé les communautés autochtones. De plus, ils ont permis, entre le XVIIIe et le XXe siècle, le renforcement de la colonisation, l’assimilation des terres, l’assimilation des femmes mariées avec des non-autochtones et l’assimilation de certains hommes, sous couvert d’émancipation des « sauvages ». Sur tous les territoires colonisés par la France aux Amériques, des résistances ont été menées par les peuples autochtones colonisés.
De l’autre côté de l’Atlantique, les Africains résistent au commerce d’esclaves par tous les moyens à leur disposition. Le premier navire négrier français, l’Espérance, part de la Rochelle en 1594, se dirige vers le Gabon et poursuit au Brésil. La traite négrière commence non sans résistances des Africains. Fuites, rébellions, refus de s’alimenter, sortilèges, suicides, révoltes à bord des navires et dans les plantations, marronnages, syncrétismes, insurrections sont autant de stratégies de luttes contre l’oppression coloniale et esclavagiste qui s’abat sur les peuples africains. Lors de l’installation des premiers comptoirs français en Afrique au Sénégal, les commerçants d’esclaves ont dû faire face à de nombreux refus de coopérer, en particulier de la part de certains peuples guerriers comme les Diola en actuelle Gambie, qui n’ont pas ou peu participé à ce commerce malgré les échanges commerciaux installés avec les Européens sur le riz, par exemple. À l’arrivée sur le sol américain, certains esclavagisés fuient et pillent les plantations, c’est le marronnage. D’autres, malgré leur condition, la mise en esclavage et la négation de leur humanité, trouvent des moyens de faire vivre et de transmettre leur culture africaine, ce sont les syncrétismes qui donnent lieu à diverses expressions culturelles et spirituelles comme le vaudou en Haïti ou le gwoka en Guadeloupe.
Plus tard, à l’apogée de la traite négrière et aux prémices des révolutions françaises à la fin du XVIIIe siècle, les révoltes et insurrections des Noirs aux Antilles veulent revendiquer le droit à la citoyenneté. Ces révoltes aboutissent à la première abolition de l’esclavage en 1794 (rétablissement en 1802 puis seconde abolition en 1848). En Haïti, la révolution de 1791 à 1804, rassemblant des esclaves, des Marrons (ceux qui ont fui la plantation pour se réfugier dans les mangroves) et des « libres de couleur » (ceux qui ont été affranchis) aboutissent à la première déclaration d’indépendance d’une colonie en France et dans le monde en 1804.

### Moitié duXIXesiècle– début duXXesiècle: Les résistances à la colonisation sur tous les continents
À partir de la moitié du XIXe siècle, les résistances se propagent dans le monde entier, à mesure que la colonisation progresse dans tous les continents, en Afrique, en Indochine, au Moyen-Orient, dans le Pacifique et dans l’Océan Indien.
Lors de la campagne de conquête de l’Algérie entre 1830 et 1847, le bey (chef) de Constantine Ahmed, à l’Est, et l’émir Abd el-Kader, à l’Ouest mènent des combats de résistance contre les massacres, razzias et enfumades mais aussi contre les destructions coloniales des lieux de culte et les conversions forcées au christianisme. Y compris certains soldats de l’armée française sont récalcitrants à mener les batailles.
En Océanie, dans la colonie pénitencière de Nouvelle-Calédonie créée en 1853, les Kanaks sont maltraités et relégués dans des réserves. En 1878 a lieu l’insurrection des Kanaks menée par le chef Ataï, à la suite des pénuries alimentaires provoquées par les activités françaises sur l’île depuis la colonisation.
En 1885, les États européens signent le traité de la Conférence de Berlin qui partage l’Afrique entre les pays colonisateurs. C’est aussi la période où apparaît le « travail forcé » qui confisque leurs terres aux Africains et instaure un régime de violence et de terreur au nom de la civilisation, du christianisme et du commerce. En Afrique Équatoriale Française (AEF correspondant au Congo Brazza) comme en Afrique de l’Est (AOF correspondant au Sénégal, Côte d’Ivoire), les Africains sont contraints de travailler dans les plantations et dans les mines. Ce système est renforcé juridiquement par le code de l’indigénat en 1887 en AOF et en 1901 en AEF. Les Africains luttent par la fuite des villages et les rébellions individuelles ou collectives. Ces résistances se renforcent pendant la Première Guerre Mondiale où des jeunes Africains sont enrôlés dans les villages pour la guerre. Des villages entiers ont résisté à ce recrutement forcé, pour la préservation de leurs cultures (animistes, organisées en démocraties villageoises, réfractaires à une organisation politique centralisée, entre autres caractéristiques).
En Indochine, le régime de l’indigénat est mis en place dès 1881, selon les colonies, ce qui entraîne de forts mouvements de résistance. Par exemple, au Tonkin (Vietnam), les résistances armées sont d’abord venues des élites lettrées dès 1885 avec le mouvement Can Vuong, en fidélité au régime monarchique. Ce mouvement, au départ éloigné des classes paysannes, a su développer petit à petit une conscience nationale du peuple contre l’administration.
Dans les Antilles, après la seconde abolition de l’esclavage en 1848, les Noirs continuent de lutter contre l’exploitation de leur force de travail dans les plantations où ils ne sont désormais plus esclaves mais ouvriers avec des droits et une citoyenneté très limitée (répression du vagabondage, impôts fonciers sur les productions vivrières et agricoles autres que les cultures d’exportation – canne et café –, taxe sur les changements de domicile, mesures de déscolarisation pour libérer la main d’œuvre juvénile). Jusqu’en 1862, cette force de travail est renforcée par des ouvriers agricoles africains « engagés » jusqu’à 10 ans. En 1870, à l’instauration de la IIIe République, l’insurrection explose en Martinique sur fond de guerre civile entre royalistes (colons blancs) et républicains (ouvriers noirs, bourgeoisie mulâtre et quelques Blancs), la victoire républicaine n’est cependant que politique, les grandes propriétés et les usines restent dirigées par les colons blancs. Du côté d’Haïti, les Haïtiens obtiennent la reconnaissance du pays par la France en 1825 au prix de la dette haïtienne (soldée avec les intérêts dans les années 1960), les obligeant à conserver le système colonial des cultures d’exportation.

### Début duXXesiècle: Les deux guerres mondiales et les luttes nationalistes
Pendant la Première Guerre mondiale, les peuples colonisés qui ont largement contribué aux combats en Europe (comme les « bataillons d’Afrique », regroupant des ressortissants africains), mais aussi dans les colonies (comme dans l’armée coloniale qui regroupe des Français, des Africains, des Indochinois). Au retour de la guerre, les espoirs déçus d’accéder à une citoyenneté française complète ont attisé les premiers mouvements nationalistes et supranationalistes. Des partis politiques se constituent avec des revendications sociales et nationalistes, comme la Confédération générale des travailleurs tunisiens en 1925, le Parti communiste vietnamien en 1930, l’Étoile nord-africaine en 1926 ou le mouvement panafricain dont le premier congrès a lieu en 1919. C’est aussi une époque de la montée des nationalismes en Europe et de la xénophobie défavorable aux personnes racisées établies en métropole et dans les colonies.
Les colonies ont également été mises à contribution de la Seconde Guerre mondiale et pas toujours remerciées à la hauteur de leurs engagements (tirailleurs non payés, perpétuation de l’indigénat). À la sortie de la guerre, des révoltes de justice et d’indépendance éclatent en Algérie (meeting de Sétif et Guelma en 1945), dans les Antilles (départementalisation – et assimilation – en 1946), au Vietnam (indépendance en 1945 de laquelle découlera une guerre de 9 ans), à Madagascar (insurrection de 1947). S’ensuivent les différentes déclarations d’indépendance des nations colonisées par la France : Liban (1943), Syrie (1946), Laos, Cambodge (1953), Nord-Vietnam (1954), Maroc, Tunisie (1956), Guinée (1958), Bénin, Côte d’Ivoire, Burkina Faso, Mauritanie, Niger, Sénégal, République centrafricaine, Congo-Brazzaville, Gabon, Tchad, Togo, Cameroun, Madagascar, Mali (1960), Algérie (1962), Comores (1975), Djibouti (1977), Vanuatu (1980). (voir Décolonisation)
À la fin du XIXe siècle et au début du XXe siècle, l'antisémitisme européen s'est vu renforcé par les nationalismes européens avec un apogée pendant la Shoah. De nombreuses résistances se sont levées dans toute l'Europe et dans le monde pour lutter contre ce racisme antijuif. (voir Résistance juive pendant la Shoah, Résistance juive en France).

### Fin du XXe siècle - aujourd’hui: Les luttes antiracistes et décoloniales contemporaines
Depuis les déclarations d’indépendance de la seconde moitié du XXe siècle, les oppressions racistes et coloniales continuent d’influencer les politiques et économies des anciens pays colonisés. Les pays africains dénoncent la Françafrique, cette classe politique de dirigeants africains (dictateurs ou « démocratiquement » élus) proches de l’État français, qui empêche l’accession des peuples africains à la souveraineté. La Françafrique est également critiquée pour le maintien du franc CFA, legs de la colonisation française, qui assure une dépendance néocoloniale financière et monétaire des pays africains à la France.
Dans la France des Outre-mers, les mouvements indépendantistes continuent de se manifester en Asie, en particulier en Nouvelle-Calédonie (Front de libération nationale kanak et socialiste créé en 1984) avec la pratique de boycott actif des élections, des émeutes. Dans les Antilles, de nombreux mouvements sociaux (dont le mouvement indépendantiste Alliance révolutionnaire Caraïbes créé en 1982) luttent contre la vie chère et l’exploitation menée par les békés, héritiers des colons. Le mouvement antichlordécone est héritier de cette histoire.
En métropole, la construction des cités dès les années 1960 et la relégation spatiale des communautés racisées dans ces cités dans les années 1970, créent des incidents de voisinage et des affrontements entre jeunes hommes des cités et forces de l’ordre. Ces conflits ravivent les héritages coloniaux de la construction de la société française basée sur la race blanche civilisatrice et les indigènes à éduquer. Ces tensions donnent lieu, en 1983, à la première Marche pour l’égalité, partie de la cité des Minguettes à Vénissieux. Cette marche rend visibles les luttes antiracistes contemporaines. Combinées à une lutte des classes, les luttes antiracistes prennent plusieurs formes : combats des sans papiers, luttes sur la question des foulards, combats contre la négrophobie (dont le panafricanisme), l’islamophobie, l’asiophobie, révoltes urbaines contre les violences policières, luttes intersectionnelles (afroféminisme, féminisme décolonial, asiofeminisme) etc. En 2001, la traite négrière a été reconnue comme crime contre l’humanité en France (pas de reconnaissance internationale). En 2007, l’AG des Nations unies adopte une Déclaration des droits des peuples autochtones.